# Alessandro Fedeli
Alessandro Fedeli (* 2. března 1996) je bývalý italský profesionální silniční cyklista, jenž naposledy jezdil za UCI ProTeam Q36.5 Pro Cycling Team.

## Hlavní výsledky
2017
Giro della Valle d'Aosta
vítěz 4. etapy
2018
vítěz Trofeo Edil C
vítěz Gran Premio della Liberazione
7. místo Gran Premio Palio del Recioto
2019
CRO Race
vítěz 6. etapy
Tour du Rwanda
vítěz 1. etapy
2020
Tour du Limousin
vítěz 4. etapy
5. místo Bretagne Classic
8. místo Memorial Marco Pantani
2022
Tour of Antalya
2. místo celkově
2. místo GP Industria & Artigianato
4. místo Per sempre Alfredo
2023
3. místo Eschborn–Frankfurt
7. místo Grand Prix du Morbihan